# Ilyanthidae
Ilyanthidae é uma família de cnidários antozoários da infraordem Athenaria, subordem Nyantheae (Actiniaria).